# Поліаденілювання
Поліаденілювання — процес ковалентного приєднання багатьох залишків аденозину до 3'-кінця матричної РНК, що призводить до утворення т. зв. «полі(A) хвоста» (англ. poly(A) tail). Цей процес є частиною «дозрівання» пре-мРНК до мРНК, придатної до трансляції, і є частиною загальнішого процесу біосинтезу білків. У еукаріотів, більша частина молекул матричної РНК закінчуються полі-A послідовністю на своєму 3' кінці. Поліадениновий хвіст захищає молекулу мРНК від екзонуклеаз і важливий для термінації транскрипції, для експорту молекули мРНК з ядра до цитоплазми і для процесу трансляції. Деякі прокаріотичні мРНК також поліаденільовані, хоча функції поліаденінового хвоста відрізняються від таких у еукаріотів. Більшість (близько 70 %) мРНК ссавців можуть існувати у декількох формах що відрізняються місцем приєднання поліаденілінового хвоста до 3'-нетрансльованої ділянки, так звані АПА-ізоформи (англ. alternative polyadenylation (APA) isoforms).
Полі(A) хвіст відіграє важливу роль у таких процесах як ядерний експорт, трансляція, та регуляція стабільності мРНК. Довжина полі(А) хвоста певного транскрипту зменшується з часом; після його зникнення мРНК гідролізується нуклеазами. В деяких типах клітин мРНК з коротким полі(А)-хвостом не деградуються і зберігаються для подальшої реактивації. У бактерій поліаденілування зазвичай стимулює деградацію РНК.